# Střevlíček ošlejchový
Střevlíček ošlejchový (Anchomenus dorsalis) je druh střevlíka z podčeledi Platyninae. Vyskytuje se v Evropě, severní Africe, v Západní a střední Asii.

## Popis
Barva těla je zelenomodrá a červenohnědá. Dospělí jedinci jsou 5,6–7,7 mm dlouzí, samice jsou větší než samci.

## Biologie
Vyskytuje se ve skupinkách o několika jedincích, často ve společnosti prskavců rodu Brachinus. V ohrožení uvolňuje těkavou látku, která obsahuje undekan. Jeho zbarvení může být aposematickým napodobením právě zástupců rodu Brachinus, kteří disponují mnohem silnější těkavou směsí na obranu proti predátorům.